# Quique Azcón
Enrique Azcón Vita, más conocido como Quique Azcón, (nacido el 14 de mayo de 1964 en Badalona, Cataluña) es un exjugador de baloncesto español. Su puesto natural era el de base. Con 1.67m de estatura, es el jugador de menor estatura en jugar en la ACB.

## Trayectoria
- Cantera Joventut de Badalona.
- Mataró (1983-1984)
- Bellavista Sevilla (1984-1985)
- Premiá (1985-1986)
- Mataró (1986-1987)
- CB Sevilla (1987-1988)
- Club Baloncesto Murcia (1988-1991)
- Obradoiro (1991-1992)
- Caja Bilbao (1992-1993)
- Llobregal Cornellá (1993-1994)
- Saski Baskonia (1993-1994)
- U.D.R. Pineda (1994-1995)